# Stromatolit

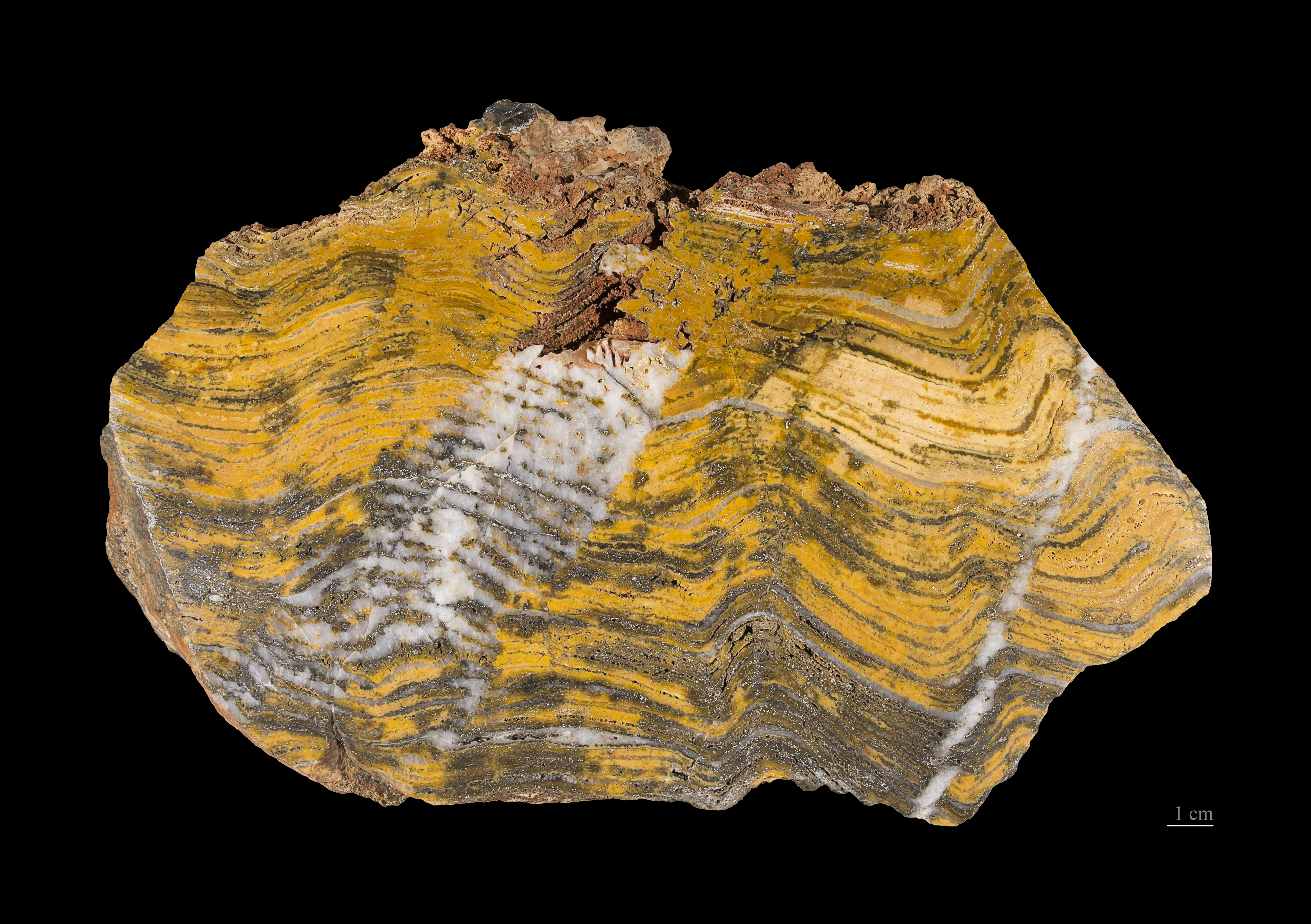
Stromatolit tại chert Strelley Pool (SPC) (Pilbara Craton) - Tây Úc

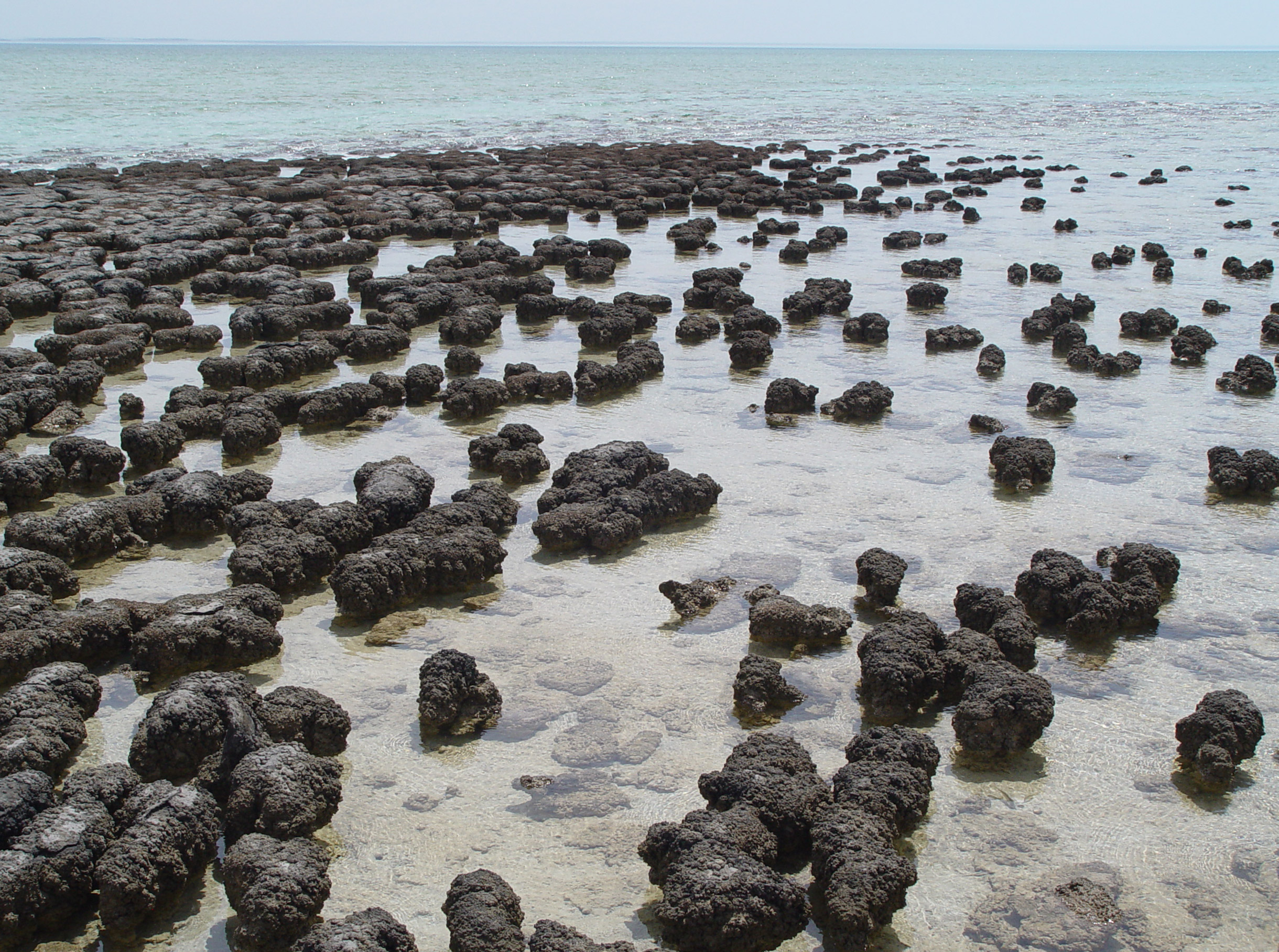
Stromatolit hiện đại ở vịnh Shark, Tây Úc

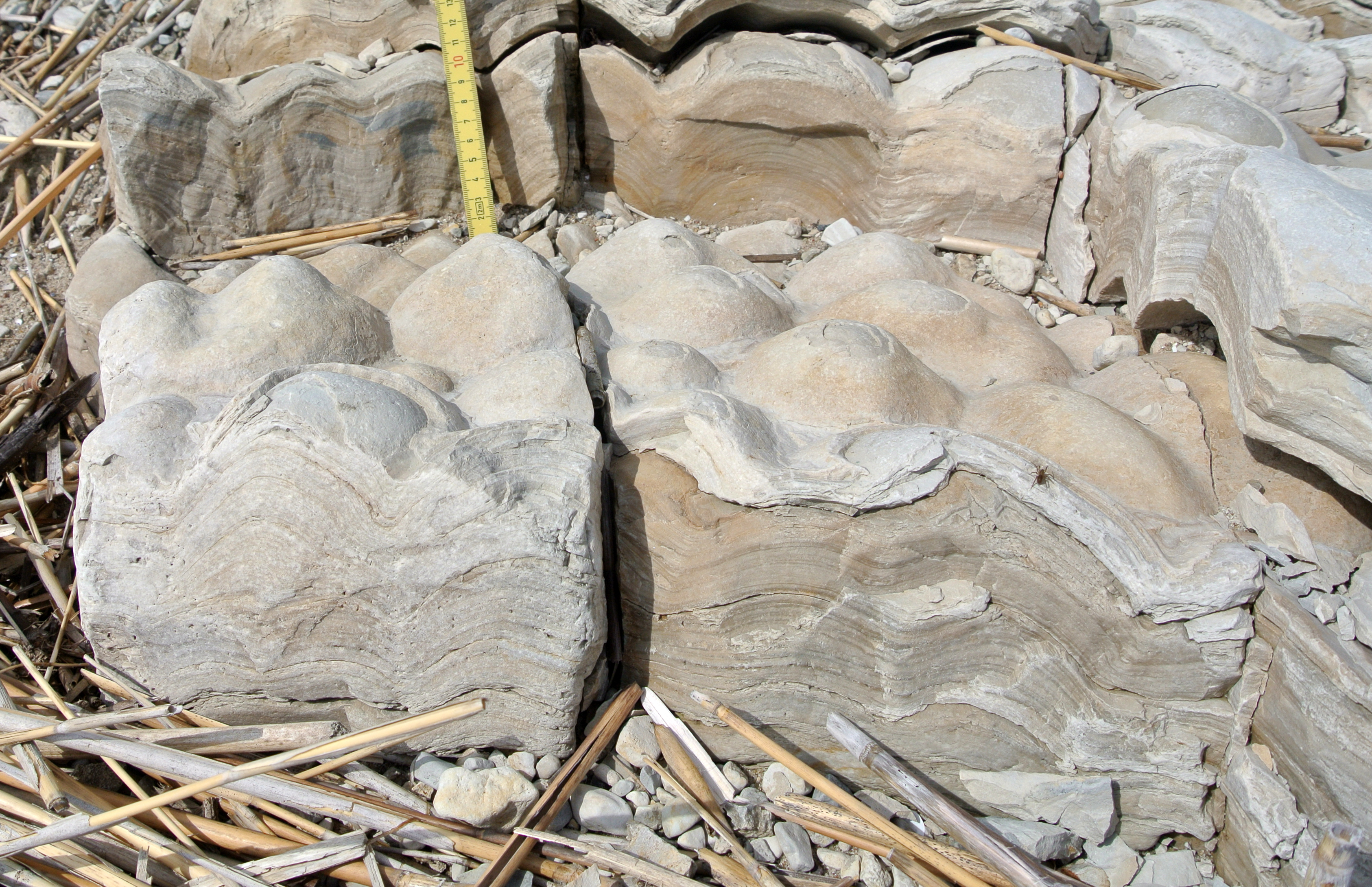
Stromatolit tại thành tầng Soeginina (hệ tầng Paadla, Ludlow, kỷ Silur) gần Kübassaare, Saaremaa, Estonia

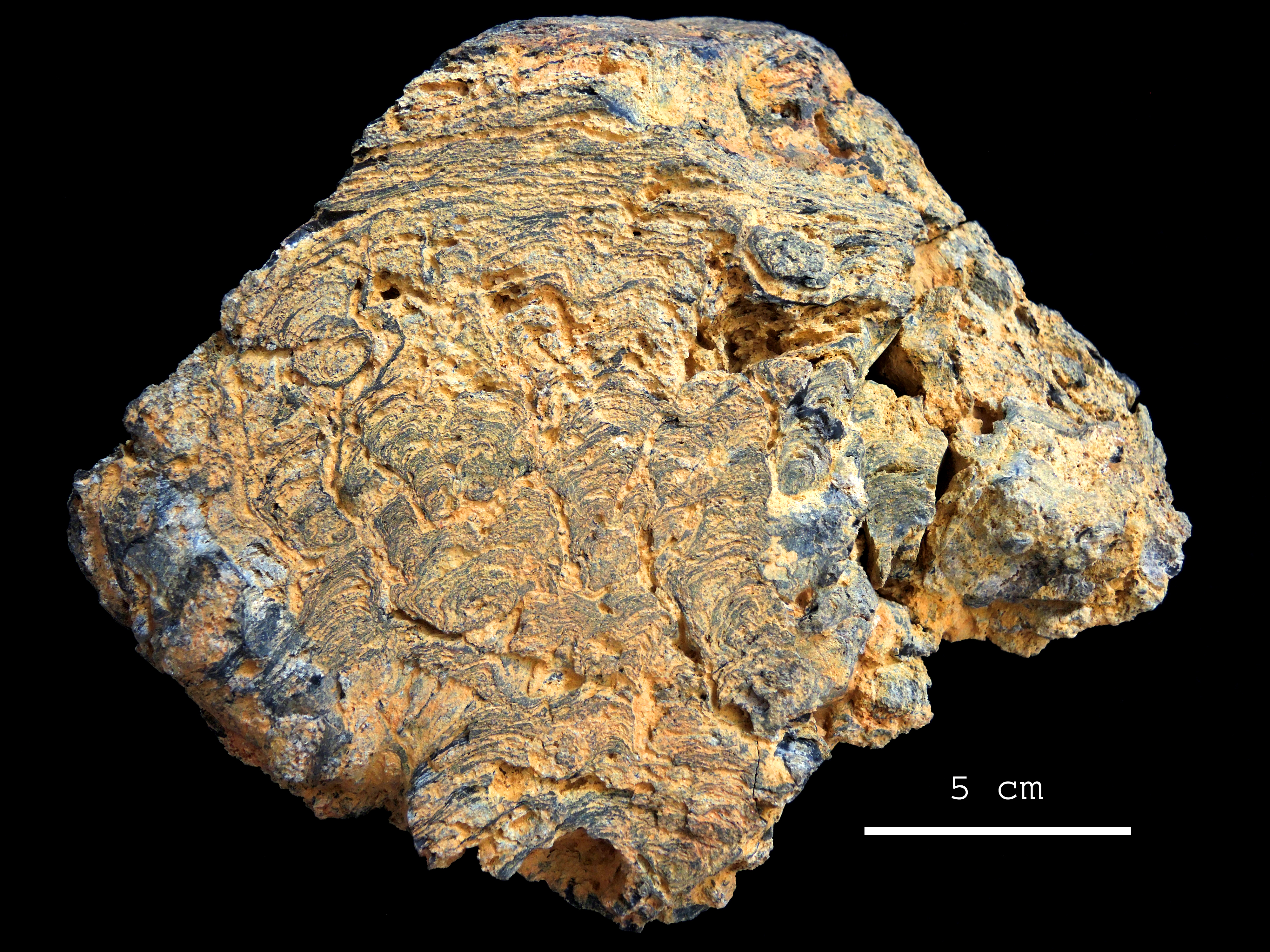
Lưu vực Franceville, Gabon, Trung Phi.

Stromatolite (/stroʊˈmætəlaɪts, strə-/) hay stromatolith (từ tiếng Hy Lạp στρῶμα strōma "tầng, địa tầng" (GEN στρώματος stromatos), và λίθος lithos "đá") là cấu trúc bồi tụ hóa sinh phân tầng hình thành ở khu vực nước nông bởi hiện tượng bẫy, trói buộc và xi măng hạt trầm tích bởi màng sinh học (thảm vi khuẩn) từ vi sinh vật, đặc biệt là vi khuẩn lam. Stromatolit hóa thạch cung cấp lưu trữ cổ về sự sống trên Trái Đất bởi những gì còn lại, một số trong đó có thể có niên đại từ 3,7 tỷ năm trước. Stromatolit địa y là một cơ chế hình thành của một số cấu trúc đá phân tầng được đưa ra mà hình thành trên mực nước biển, nơi đá gặp không khí, bằng việc xâm chiếm lặp lại đá bởi địa y endolit.

## Hình thái
Stromatolit hiển thị nhiều loại hình thức và cấu trúc, hoặc hình thái, bao gồm hình nón, phân tầng, nhánh, hình vòm, và hình trụ. Stromatolit xuất hiện rộng rãi trong lưu trữ hóa thạch của thời kỳ Tiền Cambri, nhưng hiếm vào ngày. Có rất ít stromatolit cổ địa chứa vi khuẩn hóa thạch. Trong khi một số đặc điểm của các loại stromatolit gợi ý về hoạt động sinh học, một số khác sở hữu đặc điểm phù hợp với kết tủa vô sinh hơn. Tìm kiếm một cách đáng tin cậy để phân biệt giữa stromatolit hình thành một cách sinh học và loại hình thành một cách vô sinh là một lĩnh vực địa chất đang được nghiên cứu tích cực.